# Муррат, Димитри
Димитри Муррат (нидерл. Dimitri Murrath; род. 1982, Брюссель) — бельгийский альтист.

## Биография
Начал заниматься музыкой в Школе Иегуди Менухина в Лондоне под руководством Натальи Боярской, затем окончил Гилдхоллскую школу музыки (2006) по классу Дэвида Такено. Учился также в Консерватории Новой Англии у Ким Кашкашьян, затем преподавал там же. В 2008 году выиграл Международный конкурс альтистов имени Примроуза. В 2014 году получил поощрительный грант для молодых исполнителей Премии Эвери Фишера.
Муррат выступает по всему миру, особенно часто в США и Великобритании. Его исполнительские предпочтения в значительной степени связаны с музыкой конца XX века: Дьёрдь Лигети, Дьёрдь Куртаг, Сальваторе Шаррино и др. Мурратом записаны два альбома, посвящённых музыке Эдвина Роксбурга и Джереми Дейла Робертса.